# Pojezierze Olsztyńskie
Pojezierze Olsztyńskie (842.81) – region geograficzny o krajobrazie pojezierno-pagórkowatym położony w północno-wschodniej Polsce, w okolicy Olsztyna, w zachodniej części Pojezierza Mazurskiego. Pod względem użytkowania ziemi jest to kraina rolniczo-leśna, a z licznych jezior polodowcowych największe jest Wulpińskie (7,0 km²). Wyznaczony jako mezoregion z indeksem 842.81 w regionalizacji fizycznogeograficznej Polski.

## Środowisko przyrodnicze
Region zajmuje powierzchnię 1845 km², o zarysie prostokąta długiego na ok. 50 km i szerokiego na ok. 30 km. Od południowiego zachodu sąsiaduje z Równiną Olsztynka, na północnym wschodzie przechodzi w Pojezierze Mrągowskie i Wysoczyznę Jeziorańsko-Bisztynecką. Krótkimi odcinkami graniczy także z Pojezierzem Dzierzgońsko-Morąskim, Równiną Warmińską, Równiną Ornecką i Równiną Mazurską.
Ukształtowanie terenu jest zróżnicowane – występują płaskie i faliste wysoczyzny morenowe, niewielkie równiny sandrowe oraz bruzdy dolin rzecznych i rynien polodowcowych. Mozaikowatość rzeźby i powiązana z nią różnorodność podłoża przekładają się na różne użytkowanie ziemi – rolnicze na gliniastych wysoczyznach, leśne na piaszczystych sandrach. Lasy pokrywają ogółem ok. 40% terytorium regionu. Zasadniczo wysokości bezwzględne mieszczą się w przedziale 100–150 m n.p.m., z pagórkami osiągającymi lokalnie 200 m. Wśród gleb utwory brunatne przeważają nad płowymi i rdzawymi.
Poza Wulpińskim największe jeziora Pojezierza Olsztyńskiego to: Kalwa (5,6 km²), Kośno (5,5 km²), Wadąg (4,9 km²), Leleskie (4,2 km²), Ukiel (4,1 km²). Główną rzeką jest Łyna, przepływająca przez środkową część regionu ku północy. Drugim ważnym ciekiem jest Pasłęka w części zachodniej, objęta ochroną rezerwatową jako cenna przyrodniczo ostoja bobrów. Najważniejszym miastem mezoregionu jest usytuowany w jego centrum Olsztyn. Poza nim większymi ośrodkami osadniczymi są miasta: Dobre Miasto, Barczewo i Pasym.

## Różnice w podziałach geograficznych
W podziale fizycznogeograficznym Polski autorstwa Jerzego Kondrackiego Pojezierze Olsztyńskie zajmowało rozległy obszar o powierzchni ponad 3800 km², obejmując także regiony Równiny Olsztynka i Wysoczyzny Jeziorańsko-Bisztyneckiej. Regiony te wyodrębniono z Pojezierza Olsztyńskiego na podstawie różnic w rzeźbie i pokryciu terenu oraz ustanowiono samodzielnymi mezoregionami w wieloautorskim podziale fizycznogeograficznym Polski z 2018 roku.
Według nowej regionalizacji obszar Pojezierza Olsztyńskiego zmniejszył się ponad dwukrotnie, a poza regionem znalazły się jeziora uznawane dotąd za największe zbiorniki tego Pojezierza: Narie, Pluszne, Łańskie (zostały włączone w obręb lesistej Równiny Olsztynka), Luterskie (włączone w zasięg rolniczej Wysoczyzny Jeziorańsko-Bisztyneckiej) czy Dadaj (przynależne do Pojezierza Mrągowskiego w wyniku korekty granicy między mezoregionami).